# Gematria
Gematria é o método hermenêutico de análise das palavras bíblicas somente em hebraico, atribuindo um valor numérico definido a cada letra. É conhecido como "numerologia judaica" e existe na Torá (Pentateuco).
A cada letra do alfabeto hebraico é atribuído um valor númerico, assim, uma palavra é o somatório dos valores das letras que a compõem. As escrituras são então explicadas pelo valor numérico das palavras.
Tal lógica estava presente na produção de midrash e consolidou-se durante a Idade Média, próximo à época das cruzadas, mas ainda é utilizada, compilada primeiramente no Talmude e posteriormente em tratados da Cabala.
Palavras de iguais valores numéricos são consideradas como explicativas umas das outras e a teoria também se estende às frases. Assim como exemplo temos a letra ShIN (ש) valor 300, número equivalente ao valor numérico da palavra RVCh ALHIM, Ruach Elohim, o Espírito de Elohim. A letra Shin é, portanto, um símbolo do Espírito de Elohim (repare que o desenho da letra possui três flamas). Temos R (ר)=200, V (ו)=6, Ch (ח)=8, A (א)=1, L (ל)=30, H (ה)=5 ou Y (י)=10, M (מ)=40 donde 200+6+8+1+30+5+10+40=300.
Similarmente temos AchD (אחד), Achad (Unidade), e AHBH (אהבה), Ahebah (Amor) têm o mesmo valor numérico 13.
AchD – A=1, Ch=8, D=4 (1+8+4=13)
AHBH – A=1, H=5, B=2, H=5 (1+5+2+5=13)
Isto quer significar que Amor é Unidade. Existe infinito número de exemplos. Note-se também que a palavra (ou Nome) IHVH (יהוה), outro nome para Deus, tem valor (10+5+6+5=26) que é o dobro de 13. Isto pode ser estudado aprofundando nos estudos da guematria.